# Moulmein
Moulmein, officiellement appelée aujourd'hui Mawlamyine ou Mawlamyaing (API : /mɔ̀ləmjàiN mjo̰/) est une ville de Birmanie (Myanmar) et la capitale de l'État Môn. Son nom signifie « œil perdu », car un roi môn y perdit un de ses yeux. C'est aujourd'hui la troisième ville de Birmanie avec une population estimée à 500 000 habitants en 2009.
Elle doit son essor à son port de mer et constitue un important nœud de communications : grande station de chemin de fer, aéroport et nouveau pont sur la Salouen (le plus long pont de Birmanie), qui la relie à Martaban, sur la rive nord du fleuve. C'est le point de départ occidental du Couloir économique Est-Ouest, qui traverse la péninsule indochinoise jusqu'à la ville vietnamienne de Da Nang. Elle est aussi réputée pour son marché, ses pagodes et son université.

## Histoire

### Étymologie et légende
Moulmein ((my) မတ်မလီု; [mòt məlɜ̀m]), le nom Mon qui était à l'origine utilisé pour désigner Mawlamyine, signifie "œil endommagé".
Le nom dériverait de Mot-Mua-Lum, qui signifie "un œil détruit". En effet, la légende dit qu'un roi Mon possédait un puissant troisième œil au centre de son front, qui lui permettait de voir ce qui se passait dans les royaumes voisins. La fille d'un des rois de ces royaume fut donnée en mariage au roi à trois yeux et réussit à détruire ce troisième œil.
Le nom birman Mawlamyine est un probable dérivé de Moulmein.

### Histoire

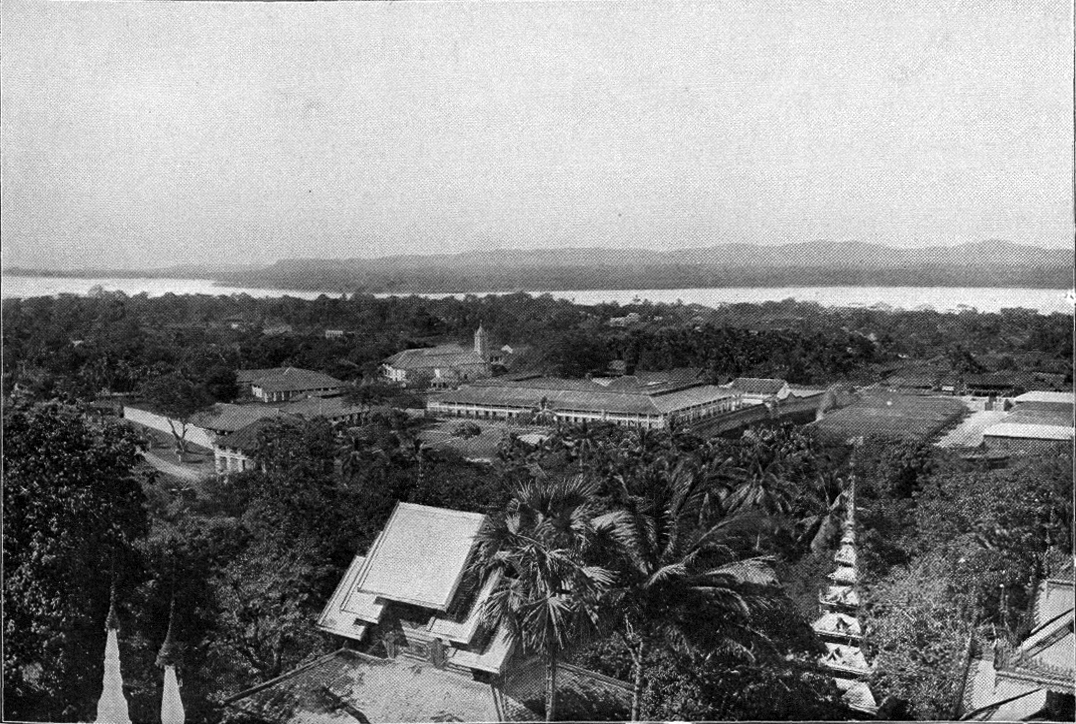
Moulmein et l'embouchure de la rivière Thanlwin au début des années 1900.

Moulmein fut la première capitale de la Birmanie britannique, entre 1827 et 1852, quand le Tenasserim et l'Arakan eurent été cédés à la Compagnie Britannique des Indes Orientales par le Traité de Yandabo à la fin de la première Guerre anglo-birmane. La ville fut essentiellement choisie pour le rôle de son port dans le commerce du teck.
Pendant l'époque coloniale, Moulmein avait une importante population anglo-birmane. Une zone de la ville était connue sous le nom de «Petite Angleterre» en raison de l'importance de la communauté anglo-birmane, beaucoup d'entre eux propriétaires de plantations de caoutchouc. Cette communauté a depuis diminué fortement, réduite aujourd'hui à une poignée de familles, la plupart étant partis pour le Royaume-Uni ou l'Australie.
Capitale de l'État Môn depuis 1974, elle se trouve aujourd'hui sous l'autorité d'un Général de brigade.

## Démographie
La population est constituée d'environ 75 % de môns, avec des minorités birmanes, anglo-birmanes, Karens, indiennes et chinoises.
Les religions pratiquées sont le bouddhisme, le christianisme, l'islam et l'hindouisme.
Durant la période coloniale, Moulmein avait une importante population anglo-birmane ; un quartier de la ville était même surnommé la "Petite Angleterre". De nos jours, cette population est réduite à quelques familles, l'essentiel ayant émigré en Grande-Bretagne ou en Australie.

## Culture
Moulmein est célèbre pour ses fruits et sa cuisine. Une expression birmane affirme : « Mandalay pour parler, Rangoun pour paraître et Moulmein pour manger. »
Les anglophones la connaissent aussi grâce aux premières lignes du poème de Rudyard Kipling Mandalay (1892) :
By the old Moulmein pagoda
Lookin' lazy at the sea
There's a Burma girl a-settin'
and I know she thinks o' me.
Moulmein est aussi le cadre d'un essai de George Orwell : Shooting an Elephant (1936). L'auteur y fut en poste comme officier de police. L'œuvre commence par ces mots :
« À Moulmein, en Basse-Birmanie, j'étais haï par un grand nombre de gens — la seule fois de ma vie où j'ai été assez important pour cela. »

## Galerie

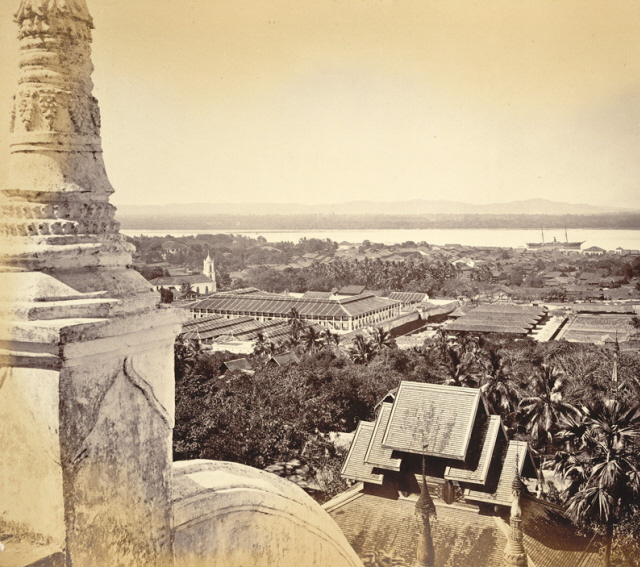
Moulmein en 1870
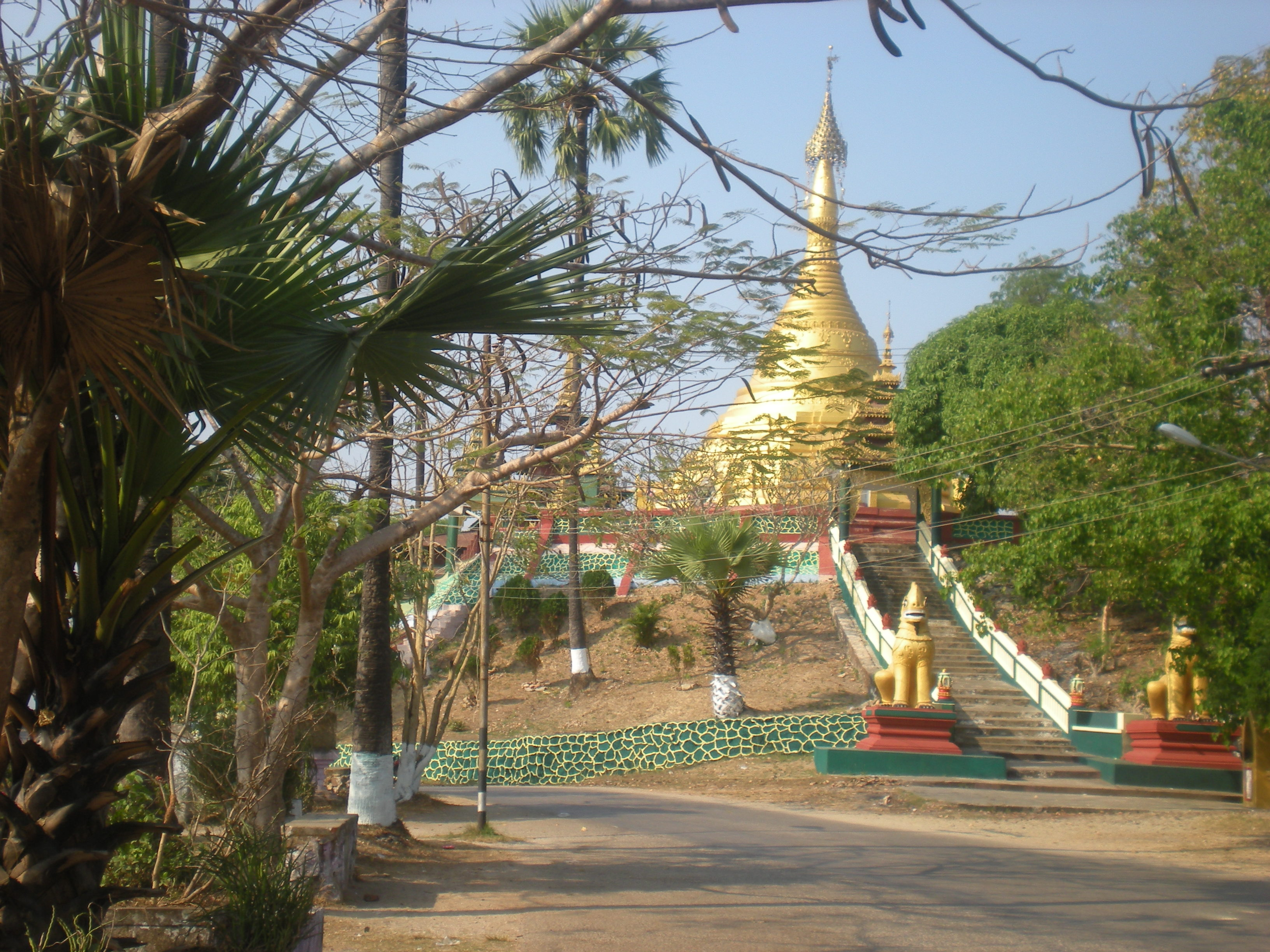
La grande pagode
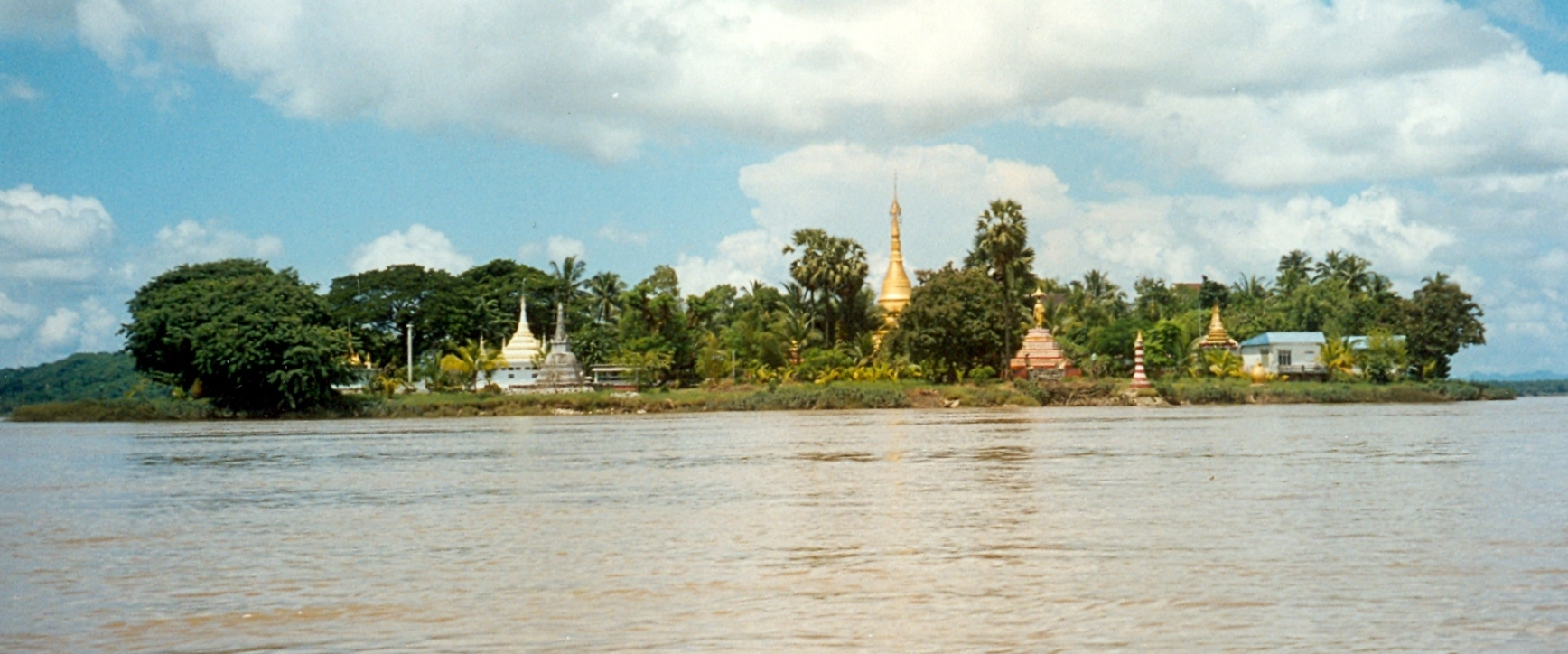
Île Shampoo près de Moulmein (2001)
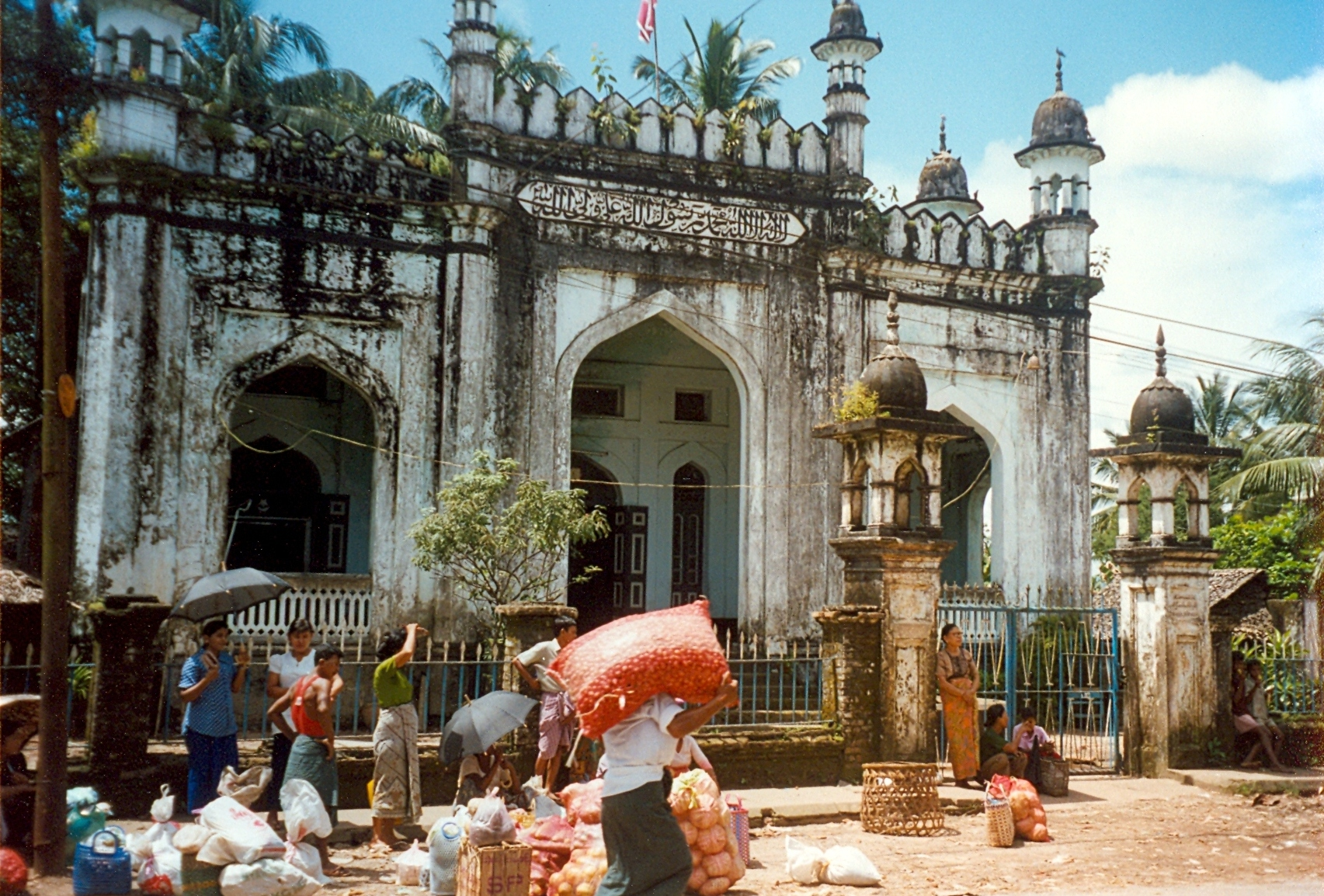
Mosquée Moghul Shah de Moulmein
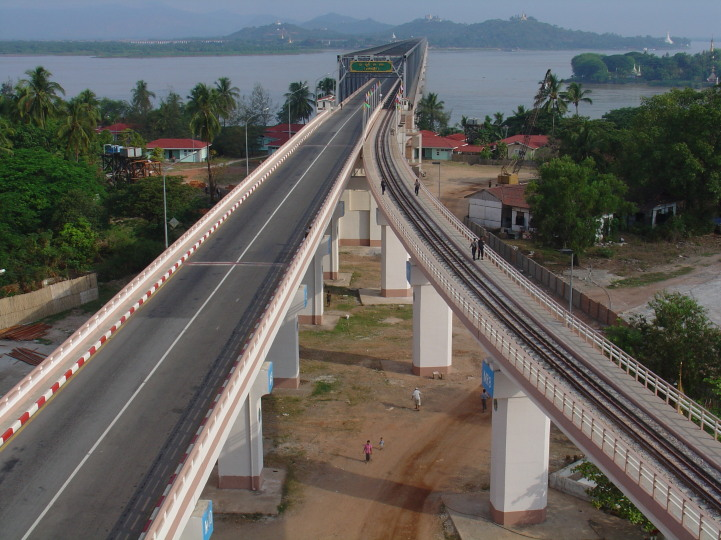
Le pont sur la Salouen à Moulmein

## Cultes
- La cathédrale catholique de la Sainte-Famille est le siège du diocèse de Moulmein.